# Leonid Kinskey
Leonid Kinskey  (* 18. April 1903 in St. Petersburg, Russland; † 8. September 1998 in Fountain Hills, Arizona, Vereinigte Staaten) war ein russisch-US-amerikanischer Film- und Fernsehschauspieler.

## Leben
Leonid Kinskey flüchtete zur Zeit der Oktoberrevolution aus Russland und verfolgte seine Bühnenkarriere in Europa und Südamerika, bevor er 1921 nach New York City kam. 1931 engagierte ihn Al Jolson für eine Gastspielreise des Musicals The Wonder Bar an. 1932 erhielt er seine erste Nebenrolle in dem Filmmusical The Big Broadcast, noch im selben Jahr spielte er einen Kommunisten in Ernst Lubitschs Komödie Ärger im Paradies. Vor allem in den 1930er Jahren folgten weitere Nebenrollen in zahlreichen Kinofilmen, wobei Kinskeys Rollen häufig so klein waren, dass sie nicht in den Credits erwähnt wurden. Seine wohl bekannteste Rolle spielte er als Sascha, der russische Barkeeper von Rick's Café Américain, im Filmklassiker Casablanca (1942). Die Rolle des Barkeepers war insofern „typisch“ für Kinskey, weil er regelmäßig als komischer Ausländer oder Fremder besetzt wurde.
Ab Mitte der 1940er-Jahre drehte Kinskey zunehmend weniger Hollywood-Filme, stattdessen arbeitete er häufiger als Regisseur oder Drehbuchautor für Industrie- und Werbefilme. Ab den 1950er-Jahren drehte er hauptsächlich für das Fernsehen, seinen letzten Filmauftritt hatte er bereits 1957. Er wirkte in Gastrollen an einer Vielzahl von US-amerikanischen Fernsehproduktionen mit, wie in 77 Sunset Strip, Gauner gegen Gauner, Amos Burke oder Solo für O.N.C.E.L. Als russischer Sergeant Vladimir Minsk trat Kinskey in der Pilotfolge der Fernsehserie Ein Käfig voller Helden auf. Da er jedoch der Ansicht war, dass die Nazis in der Serie nicht ernst genug genommen würden und die Serie zu witzlos sei, weigerte er sich, einen Vertrag abzuschließen. 1971 hatte er seinen letzten von fast 130 Film- und Fernsehauftritten.
Kinskeys war dreimal verheiratet. Seine erste Frau Josephine Zossia Tankus verstarb 1939 nach neun Jahren Ehe mit Kinskey. Seine zweite Frau war von 1943 bis zu ihrem Tod 1963 die Schauspielerin Iphigenie Castiglioni (1895–1963). Seine letzte Frau war Tina York, mit der er seit 1983 verheiratet war. Leonid Kinskey verstarb 1998 im Alter von 95 Jahren durch Komplikationen nach einem Schlaganfall.

## Filmografie (Auswahl)
- 1932: The Big Broadcast
- 1932: Ärger im Paradies (Trouble in Paradise)
- 1933: Die Marx Brothers im Krieg (Duck Soup)
- 1934: Manhattan Melodrama
- 1934: We Live Again
- 1934: Die lustige Witwe (The Merry Widow)
- 1934: Gefährliche Grenze (Fugitive Road)
- 1934:  Hollywood Party
- 1935: Die Elenden (Les Misérables)
- 1935: Peter Ibbetson
- 1935: Wo die Liebe hinfällt (I Live My Life)
- 1935: Bengali (The Lives of a Bengal Lancer)
- 1935: Das Mädchen, das den Lord nicht wollte (The Gilded Lily)
- 1935: Goin’ to Town
- 1936: Love on the Run
- 1936: Der Garten Allahs (The Garden of Allah)
- 1936: Helden aus der Hölle (Three Godfathers)
- 1936: Der General starb im Morgengrauen (The General Died at Dawn)
- 1937: 100 Mann und ein Mädchen (One Hundred Men and a Girl)
- 1937: Denen ist nichts heilig (Nothing Sacred)
- 1937: Maienzeit (Maytime)
- 1937: Wise Girl
- 1938: Algiers
- 1938: The Big Broadcast of 1938
- 1938: Der große Walzer (The Great Waltz)
- 1939: The Story of Vernon and Irene Castle
- 1940: Galopp ins Glück (Down Argentine Way)
- 1941: So Ends Our Night
- 1941: Die merkwürdige Zähmung der Gangsterbraut Sugarpuss (Ball of Fire)
- 1942: Zeuge der Anklage (The Talk of the Town)
- 1942: El circo
- 1943: Hollywood Party
- 1943: Bühne frei für Lily Mars (Presenting Lilly Mars)
- 1944: Das Lied des goldenen Westens (Can’t Help Singing)
- 1944: Alarm im Pazifik (The Fighting Seabees)
- 1944: That’s My Baby – Ein Mann sieht rosa (That's My Baby!)
- 1946: Mit Pinsel und Degen (Monsieur Beaucaire)
- 1949: Der Spieler (The Great Sinner)
- 1950: Nancy geht nach Rio (Nancy Goes to Rio)
- 1955: Der Mann mit dem goldenen Arm (The Man with the Golden Arm)
- 1957: Ein Leben im Rausch (The Story of Helen Morgan)